# Max Raabe
Max Raabe, (rođen kao Matthias Otto Lünen, 12. prosinca 1962.) je njemački pjevač (bariton) i vođa sastava Palast Orchester. 

## Životopis
Još kao dijete Raabe pjeva u koru, u svom rodnom gradu Lünenu. Studirao je na koledžu Clemens-Hofbauer-Kolleg, internatu pri zakladi nadbiskupije Paderborna. Seli u Berlin 1986. gdje nastupa po manjim klubovima da bi financirao svoj studij glazbe.

## Karijera
S nekoliko prijatelja osniva 1986. Palast Orchester, orkestar koji se specijalizira za šlager glazbu iz 20-ih i 30-ih godina. Između 1988. i 1995. Raabe studira pjesmu i glazbu na Universität der Künste u Berlinu. Postaje poznat široj publici kada je zajedno s orkestrom sudjelovao u filmu Der Bewegte Mann 1994. godine. Dvije godine poslije Raabe se pojavljuje u TV-filmu Charley’s Tante. Osim nastupa s Palast orkestrom, Raabe nastupa i kao solo pjevač uz pratnju pijanista Christopha Israela. Raabe radi i kao skladatelj, ali i aranžira svoje nastupe izvodeći djela moderne glazbe, npr. pjesmu Britney Spears "Oops, I Did It Again".

## Kazalište
Raabe je sudjelovao u izvedbi nekoliko kazališnih djela, između ostalih:
- Godine 1994. u Berlinu, kao Dr. Siedler u opereti Ralpha Benatzkya Bijeli Konj, u kazališnom komadu Geschwister Pfister.
- Nastupa u Carl Orffovoj Carmini Burani, u Berlinu.
- Kao Mackie Kniven 1999. u CD-produkciji Bertolt Brechtovog djela Die Dreigroschenoper (s Ninom Hagen i HK Gruberom).

Godine 2005. prvi put nastupa u Carnegie Hallu, u New Yorku. U prosincu 2005. pjeva na vjenčanju Marilyna Mansona i Dite Von Teese.
Njegov glas se mogao čuti u crtanom filmu Die Rotkäppchen-Verschwörung iz 2006. godine.
Raabovi nastupi opisuju se kao minimalistički, lakonski i s vlastitim pjevačkim stilom.

## Diskografija

### Albumi
- 1989.: Kleines Fräulein, einen Augenblick
- 1991.: Ich hör’ so gern Musik
- 1992.: Mein kleiner grüner Kaktus
- 1993., 1996.: Wintergarten-Edition Live
- 1994.: Dort tanzt Lu-Lu!
- 1995.: Bel Ami
- 1996.: Music, Maestro, Please
- 1997.: 10 Jahre Palast Orchester mit seinem Sänger Max Raabe
- 1997.: Tanz-Gala
- 1999.: Junger Mann im Frühling
- 1999.: Kein Schwein ruft mich an (Best Of)
- 1999.: Ein Freund, ein guter Freund
- 2000.: Krokodile und andere Hausfreunde
- 2001.: Charming Weill
- 2001.: Superhits (Album mit Hitparaden-Covers)
- 2001.: Von Kakteen und Gorillas
- 2002.: Vom Himmel Hoch, Da Komm’ Ich Her
- 2002.: Superhits 2
- 2003.: Palast Revue (Best Of)
- 2005.: Max Raabe singt … (Solo-Livealbum)
- 2006.: Komm, lass uns einen kleinen Rumba tanzen
- 2006.: Gekommen, um zu bleiben
- 2006.: Schieß den Ball ins Tor
- 2008.: Heute Nacht oder nie – Live in New York
- 2010.: Übers Meer (Solo-Album)
- 2011.: Küssen kann man nicht alleine

### Obrade
Max Raabe & das Palastorchester obrađuju poznate pjesme na jedan vrlo karakterističan humoristički način.
- "Oops! … I Did It Again" od Britney Spears
- "Blue (Da Ba Dee)", Eiffel 65
- "Lucky" od Britney Spears
- "Super Trouper", ABBA
- "Around The World (La La La La La)", ATC
- "Sex Bomb", Tom Jones
- "We Are The Champions", Queen
- "Let’s Talk About Sex", Salt’N’Pepa
- "Bongo Bong", Manu Chao
- "Upside Down", A*Teens
- "Tainted Love", Gloria Jones
- "Angel", Shaggy
- "Another Day in Paradise" Phil Collins
- "Uptown Girl" Billy Joel
- "Supreme" Robbie Williams
- "Mambo Nr. 5" Lou Bega

## Vanjske poveznice
- Službena stranica Palast orkestra
- Max Raabe i the Palast Orchester na MySpace